# Narcos/Episodenliste
Diese Episodenliste enthält alle Episoden der US-amerikanischen Dramaserie Narcos, sortiert nach der US-amerikanischen Erstausstrahlung. Die Fernsehserie umfasst derzeit drei Staffeln mit 30 Episoden.

## Übersicht
| Staffel | Episodenanzahl | Erstveröffentlichung USA | Deutschsprachige Erstveröffentlichung |
| ------- | -------------- | ------------------------ | ------------------------------------- |
| 1       | 10             | 28. August 2015          | 28. August 2015                       |
| 2       | 10             | 2. September 2016        | 2. September 2016                     |
| 3       | 10             | 1. September 2017        | 1. September 2017                     |

## Staffel 1
Die Erstveröffentlichung der ersten Staffel fand in den Vereinigten Staaten sowie im deutschsprachigen Raum am 28. August 2015 auf Netflix per Streaming statt.
| Nr. (ges.) | Nr. (St.) | Deutscher Titel               | Originaltitel               | Erstveröffentlichung USA | Deutschsprachige Erstveröffentlichung (D/A/CH) | Regie             | Drehbuch                                  |
| ---------- | --------- | ----------------------------- | --------------------------- | ------------------------ | ---------------------------------------------- | ----------------- | ----------------------------------------- |
| 1          | 1         | Der Niedergang                | Descenso                    | 28. Aug. 2015            | 28. Aug. 2015                                  | José Padilha      | Chris Brancato, Carlo Bernard & Doug Miro |
| 2          | 2         | Das Schwert von Simón Bolivar | The Sword of Simón Bolivar  | 28. Aug. 2015            | 28. Aug. 2015                                  | José Padilha      | Chris Brancato                            |
| 3          | 3         | Die ewigen Oligarchen         | The Men of Always           | 28. Aug. 2015            | 28. Aug. 2015                                  | Guillermo Navarro | Dana Calvo                                |
| 4          | 4         | Der Palast in Flammen         | The Palace in Flames        | 28. Aug. 2015            | 28. Aug. 2015                                  | Guillermo Navarro | Chris Brancato                            |
| 5          | 5         | Es gibt eine Zukunft für uns  | There Will Be a Future      | 28. Aug. 2015            | 28. Aug. 2015                                  | Andi Baíz         | Dana Ledoux Miller                        |
| 6          | 6         | Explosiv                      | Explosivos                  | 28. Aug. 2015            | 28. Aug. 2015                                  | Andi Baíz         | Andy Black                                |
| 7          | 7         | Du wirst Blut weinen          | You Will Cry Tears of Blood | 28. Aug. 2015            | 28. Aug. 2015                                  | Fernando Coimbra  | Dana Calvo & Zach Calig                   |
| 8          | 8         | Die große Lüge                | La Gran Mentira             | 28. Aug. 2015            | 28. Aug. 2015                                  | Fernando Coimbra  | Allison Abner                             |
| 9          | 9         | Die Kathedrale                | La Catedral                 | 28. Aug. 2015            | 28. Aug. 2015                                  | Andi Baíz         | Nick Schenk & Chris Brancato              |
| 10         | 10        | Takeoff                       | Despegue                    | 28. Aug. 2015            | 28. Aug. 2015                                  | Andi Baíz         | Nick Schenk & Chris Brancato              |

## Staffel 2
Die Erstveröffentlichung der zweiten Staffel fand in den Vereinigten Staaten sowie im deutschsprachigen Raum am 2. September 2016 auf Netflix per Streaming statt.
| Nr. (ges.) | Nr. (St.) | Deutscher Titel           | Originaltitel                   | Erstveröffentlichung USA | Deutschsprachige Erstveröffentlichung (D/A/CH) | Regie           | Drehbuch                                                                                      |
| ---------- | --------- | ------------------------- | ------------------------------- | ------------------------ | ---------------------------------------------- | --------------- | --------------------------------------------------------------------------------------------- |
| 11         | 1         | Endlich frei              | Free at Last                    | 2. Sep. 2016             | 2. Sep. 2016                                   | Gerardo Naranjo | Adam Fierro                                                                                   |
| 12         | 2         | Cambalache                | Cambalache                      | 2. Sep. 2016             | 2. Sep. 2016                                   | Gerardo Naranjo | Zachary Reiter                                                                                |
| 13         | 3         | Unser Mann in Madrid      | Our Man in Madrid               | 2. Sep. 2016             | 2. Sep. 2016                                   | Andrés Baiz     | Zachary Reiter & Steve Lightfoot                                                              |
| 14         | 4         | Das Lied vom Tod          | The Good, the Bad, and the Dead | 2. Sep. 2016             | 2. Sep. 2016                                   | Andrés Baiz     | Zachary Reiter, Carlo Bernard & Doug Miro Idee: T.J. Bradym, Rasheed Newson & Steve Lightfoot |
| 15         | 5         | Die Feinde meines Feindes | The Enemies of My Enemy         | 2. Sep. 2016             | 2. Sep. 2016                                   | Josef Wladyka   | T.J. Brady, Rasheed Newson, Carlo Bernard & Doug Miro Idee: T.J. Brady & Rasheed Newson       |
| 16         | 6         | Los Pepes                 | Los Pepes                       | 2. Sep. 2016             | 2. Sep. 2016                                   | Josef Wladyka   | Julie Siege                                                                                   |
| 17         | 7         | Deutschland 93            | Deutschland 93                  | 2. Sep. 2016             | 2. Sep. 2016                                   | Josef Wladyka   | Carlo Bernand & Doug Miro                                                                     |
| 18         | 8         | El Patrón auf der Flucht  | Exit El Patrón                  | 2. Sep. 2016             | 2. Sep. 2016                                   | Gerardo Naranjo | Gideon Yago & Curtis Gwin Idee: Gideon Yago                                                   |
| 19         | 9         | Nuestra finca             | Nuestra Finca                   | 2. Sep. 2016             | 2. Sep. 2016                                   | Andrés Baiz     | Julie Siege & Clayton Trussell                                                                |
| 20         | 10        | ¡Al fin cayó!             | Al Fin Cayó!                    | 2. Sep. 2016             | 2. Sep. 2016                                   | Andrés Baiz     | Carlo Bernard & Doug Miro                                                                     |

## Staffel 3
Die Erstveröffentlichung der dritten Staffel fand in den Vereinigten Staaten sowie im deutschsprachigen Raum am 1. September 2017 auf Netflix per Streaming statt.
| Nr. (ges.) | Nr. (St.) | Deutscher Titel                  | Originaltitel                    | Erstveröffentlichung USA | Deutschsprachige Erstveröffentlichung (D/A/CH) | Regie            | Drehbuch                               |
| ---------- | --------- | -------------------------------- | -------------------------------- | ------------------------ | ---------------------------------------------- | ---------------- | -------------------------------------- |
| 21         | 1         | Die Strategie der Anführer       | The Kingpin Strategy             | 1. Sep. 2017             | 1. Sep. 2017                                   | Andrés Baiz      | Carlo Bernard, Doug Miro & Eric Newman |
| 22         | 2         | Der Cali-KGB                     | The Cali KGB                     | 1. Sep. 2017             | 1. Sep. 2017                                   | Andrés Baiz      | Carlo Bernard, Doug Miro & Eric Newman |
| 23         | 3         | Geld hinterlässt immer eine Spur | Follow the Money                 | 1. Sep. 2017             | 1. Sep. 2017                                   | Gabriel Ripstein | David Matthews                         |
| 24         | 4         | Schachmatt                       | Checkmate                        | 1. Sep. 2017             | 1. Sep. 2017                                   | Gabriel Ripstein | Andy Black                             |
| 25         | 5         | MRO                              | MRO                              | 1. Sep. 2017             | 1. Sep. 2017                                   | Josef Wladyka    | Ashley Lyle & Bart Nickerson           |
| 26         | 6         | Die besten Pläne                 | Best Laid Plans                  | 1. Sep. 2017             | 1. Sep. 2017                                   | Josef Wladyka    | Jason George                           |
| 27         | 7         | Sin Salida                       | Sin Salida                       | 1. Sep. 2017             | 1. Sep. 2017                                   | Fernando Coimbra | Santa Sierra & Clayton Trussell        |
| 28         | 8         | Convivir                         | Convivir                         | 1. Sep. 2017             | 1. Sep. 2017                                   | Fernando Coimbra | Andy Black                             |
| 29         | 9         | Todos Los Hombres del Presidente | Todos Los Hombres del Presidente | 1. Sep. 2017             | 1. Sep. 2017                                   | Andrés Baiz      | Jason George,Carlo Bernard & Doug Miro |
| 30         | 10        | Zurück nach Cali                 | Going Back to Cali               | 1. Sep. 2017             | 1. Sep. 2017                                   | Andrés Baiz      | Carlo Bernard & Doug Miro              |

## Narcos: Mexico
Im September 2016 verlängerte Netflix die Serie um eine weitere Staffel, die am 16. November 2018 auf Netflix veröffentlicht wurde. Diese zählt nicht als vierte Staffel der ursprünglichen Serie, sondern als erste Staffel der Serie Narcos: Mexico.